# Parafia św. Łukasza Ewangelisty w Mrowli
Parafia św. Łukasza Ewangelisty w Mrowli – parafia rzymskokatolicka znajdująca się w diecezji rzeszowskiej w dekanacie Rzeszów Zachód.
Dokładna data erygowania parafii nie jest znana. Określa się ją na lata 1367-1373.